# Dux (titel)
Dux (latin, av ducere, föra, leda) var i det forna Rom överbefälhavaren i krig och betecknade efter ämbetsmannaväsendets reglering (under Diocletianus och Konstantin) militärbefälhavaren i en romersk provins. Det blev sedan en bestämd högsta adelstitel motsvarande hertig. Det svenska jarlsämbetet benämndes dux i texter på latin, såsom brev från påvar.